# Palacio de la Conquista
El palacio de la Conquista, palacio de los marqueses de la Conquista o casa del Escudo es un edificio de estilo renacentista ubicado en la plaza Mayor de la ciudad española de Trujillo, en la provincia de Cáceres, Extremadura.

## Historia
Fue construido en el siglo XVI en el mismo lugar en que estuvo la casa solariega del capitán Gonzalo Pizarro, padre del conquistador del Perú Francisco Pizarro. Empezóse a edificar en 1562 por orden de Hernando Pizarro y su esposa y sobrina Francisca Pizarro Yupanqui, hija de Francisco, que para ello adquirieron dos fincas anejas más. Seguían las indicaciones recogidas en el testamento de este último que eran: «fundar e edificar una yglesia e capellanía en la ciudad de Truxillo que es en los Reynos de España de donde soy yo natural e nascido».
La obra se terminó en 1580, dos años después del fallecimiento de Hernando Pizarro.
Bajo sus soportales de la entonces calle Carnicerías se ubicaban los puestos de carnicería los días de mercado, por lo que los Pizarro mantuvieron largos pleitos con el concejo municipal debido al mantenimiento del edificio.

En el siglo XVIII, ante el delicado estado del edificio que amenazaba con derrumbarse se realizó una restauración del mismo. Las obras fueron llevadas a cabo por el arquitecto Manuel de Lara Churriguera, miembro del clan que dio nombre al estilo churrigueresco y sobrino de José de Churriguera, máximo exponente del mismo.

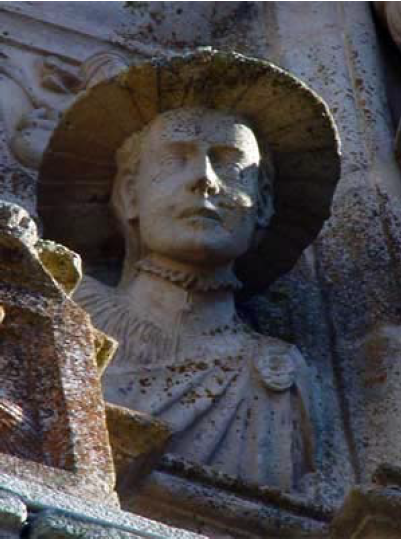
Busto de Francisca Pizarro Yupanqui en el balcón del palacio de la Conquista.

Debe su nombre al título nobiliario del marquesado de la Conquista, revalidado con esa denominación en 1631, que recibió la familia Pizarro por su papel protagonista en la campaña de conquista del Perú.
El palacio fue habitado por los marqueses de la Conquista hasta el fallecimiento de Jacinto Orellana Pizarro y Díaz en 1899, y posteriormente por sus parientes los condes de Trespalacios, hasta 1910. En el primer cuarto del siglo XX fue sede de un colegio de segunda enseñanza. Durante la Guerra Civil fue cuartel de diversas unidades del ejército. Posteriormente estuvo ocupado por la Sección Femenina de la FET. La Dirección General de Bellas Artes arregló la cubierta y parte del piso superior en los años 70, y desde entonces se ha dedicado a diversos fines culturales y sociales.
En la actualidad alberga una oficina de turismo municipal.

## Descripción
Este palacio es una de las edificaciones de carácter civil más destacadas de la ciudad de Trujillo. Se trata de una magnífica y robusta fábrica de sillería de granito de estilo renacentista. Está formada por cuatro plantas, las dos más bajas separadas por impostas, todas con ventanas adinteladas, y un desván; y con dos fachadas abiertas; la principal, al norte, con una galería porticada abierta a la plaza Mayor y la oriental a la calle Hernando Pizarro (antes Carnicerías). Resta al mediodía otra fachada más reducida.  
Los soportales de la galería constan de cinco arcos de medio punto originalmente sobre columnas, que Churriguera reforzó y transformó en los actuales pilares de granito, que armonizan con el espacio de la plaza.

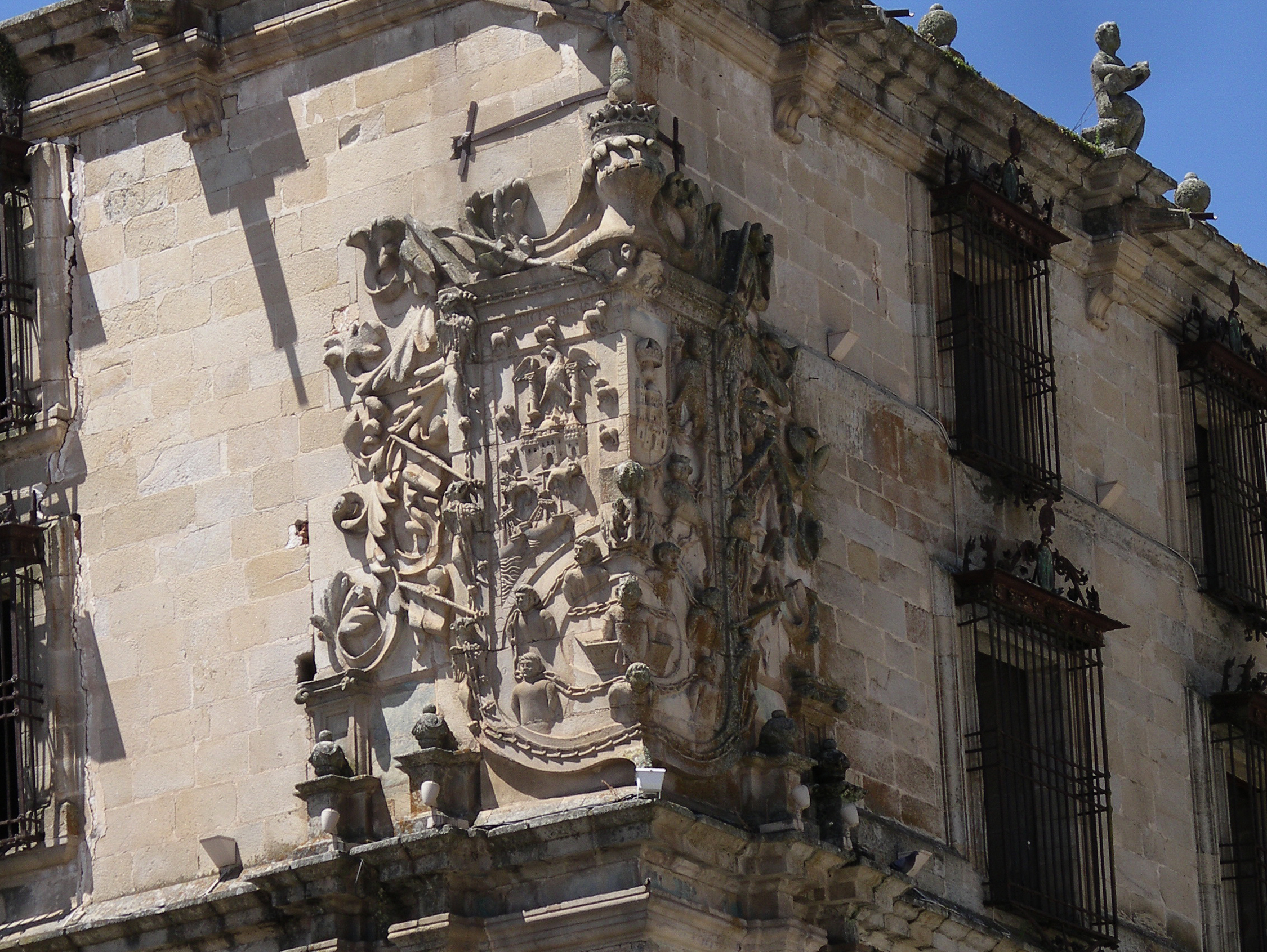
Escudo de Francisco Pizarro sobre el balcón de esquina, que dio nombre a la casa.

Artística rejería de forja con elegante coronamiento blasonado, de la época de construcción del edificio, cierra las numerosas ventanas.
La cornisa se halla jalonada por doce estatuas de granito sobre ménsulas y peanas. Se trata posiblemente de alegorías de virtudes y vicios, o bien de los meses del año. 

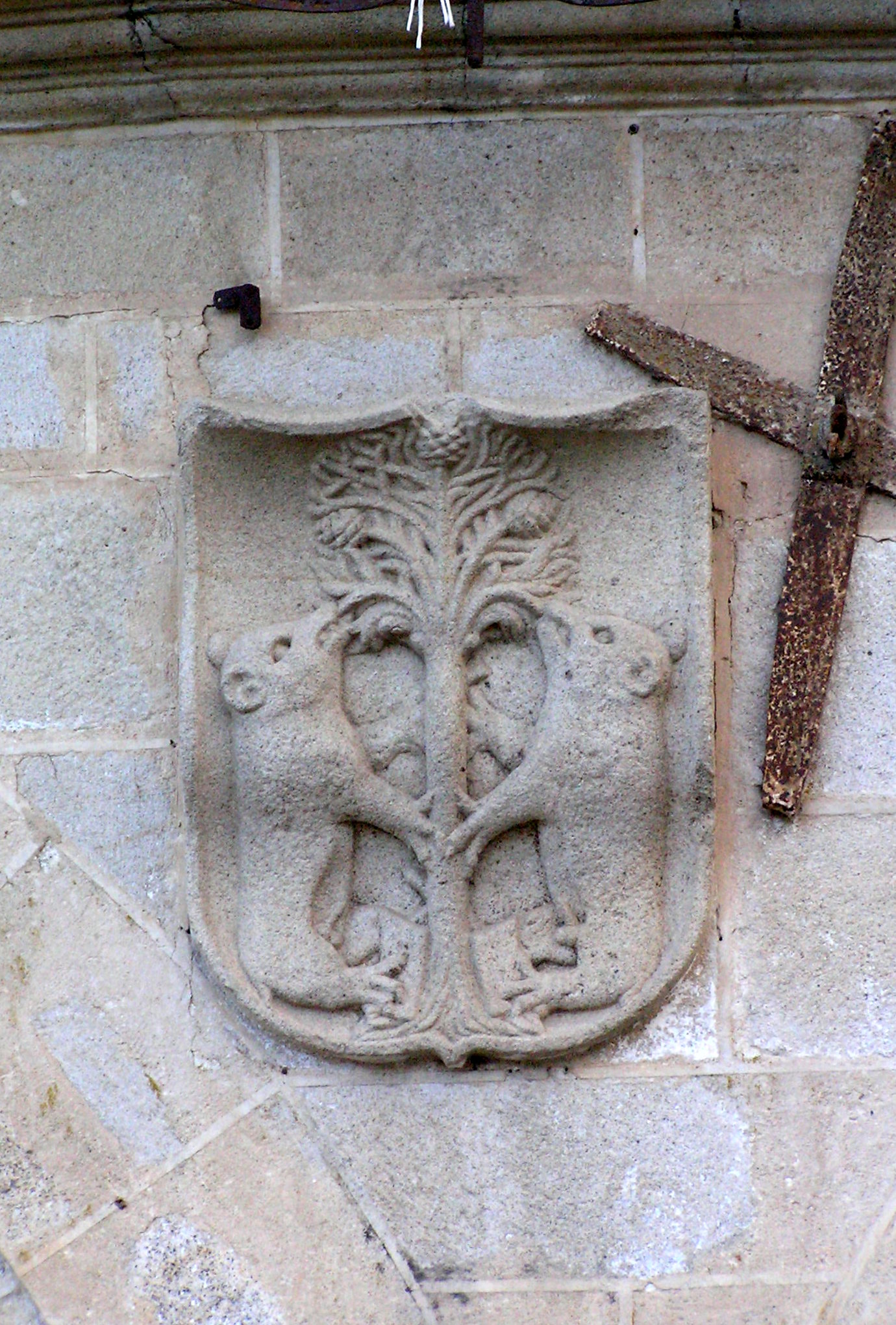
Blasón de los Pizarro.

De entre sus elementos arquitectónicos destaca el enorme balcón de esquina, de estilo plateresco tardío. El vano se abre decorado de casetones renacentistas, flanqueado de columnas abalaustradas y pareadas. En el intercolumnio destacan los bustos del conquistador, de la princesa inca Inés Yupanqui, de la hija de ambos, Francisca, y de su marido Hernando Pizarro. Se encuentra coronado por un inmenso escudo con las armas que Carlos V otorgó a Francisco Pizarro; en él se pueden apreciar motivos alegóricos a la conquista del Perú, así como el pino y los dos osos rampantes de la familia Pizarro.El balcón se sostiene sobre fuerte pilastra de granito rematada por tritones tenantes de un escudo de Pizarro. 
Por toda la parte baja de la fachada se distribuyen más blasones en piedra de los Pizarro, los cuales también aparecen en la rejería. 
La puerta principal se abre bajo los soportales y otro escudo del linaje, con un arco escarzano que da paso a un amplio zaguán en el que aún se aprecia la antigua fachada con ventana de arco conopial del capitán Gonzalo Pizarro. Posee este espacio acceso a las caballerizas, con bóveda de cañón como la bodega, y al patio interior con esbeltas columnas que organiza las dependencias. En él se muestra, sobre un arco carpanel, la escalera de subida a la planta superior y varias saeteras, así como el aljibe. Asoma a este patio la logia abalaustrada de la primera planta, sostenida por un amplio arco rebajado. En el interior los aposentos se cubren con bóvedas de arista o esquifadas y en el primer piso también se conservan tres salones con artesonado de madera decorado con múltiples motivos incaicos, murales esgrafiados y chimeneas blasonadas de la época, que rematan en el tejado con formas artísticas. El acceso al resto de alturas se realiza por tres escaleras de caracol.

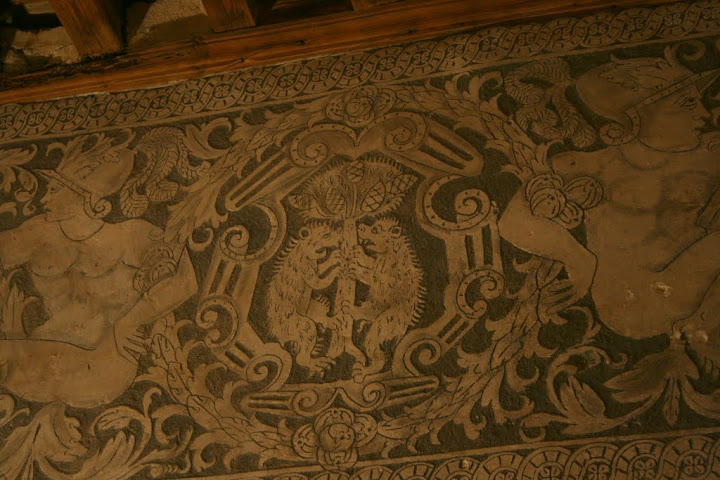
Pintura mural esgrafiada. Palacio de la Conquista